# Erigone fluminea
Erigone fluminea är en spindelart som beskrevs av Alfred Frank Millidge 1991. Erigone fluminea ingår i släktet Erigone och familjen täckvävarspindlar.
Artens utbredningsområde är Venezuela. Inga underarter finns listade i Catalogue of Life.